# 比爾博爾鄉
47°03′N 25°31′E / 47.050°N 25.517°E
比爾博爾鄉（羅馬尼亞語：Comuna Bilbor, Harghita），是羅馬尼亞的鄉份，位於該國中部，由哈爾吉塔縣負責管轄，面積227平方公里，海拔高度921米，2007年人口2,750，人口密度每平方公里12人。